# Малая Маньковка
Ма́лая Манько́вка (укр. Мала́ Манькі́вка) — село в Уманском районе Черкасской области Украины.
Население по переписи 2001 года составляло 195 человек. Почтовый индекс — 20131. Телефонный код — 4748.

## Местный совет
20131, Черкасская обл., Маньковский р-н, с. Харьковка